# Nicolet (Quebec)
Pronunciação
Nicolet é uma cidade localizada na província de Quebec no Canadá.